# KJ-2000
KJ-2000 (NATO명: Mainring)은 중국의 조기경보기이다. 러시아산 일류신 Il-76 수송기에 중국산 조기경보 레이다를 장착했다.
KJ-2000은 470km 떨어진 목표물을 60∼100개까지 정밀 관측할 수 있으며 5천∼1만ｍ 상공에서 시속 600∼700km의 속도로 7∼8시간 계속 비행할 수 있다.
쿵징(空警)-2000 조기경보기는 건국기념일인 2009년 10월 1일 천안문 광장 상공을 비행하여 공개되었다. 쿵징-2000 개발을 주도해 '중국 조기경보기의 아버지'로 불리는 왕샤오모(王小模·72) 중국공정원 원사는 "쿵징-2000은 조기경보기 가운데 가장 큰 안테나를 장착하고 있고 성능 면에서 미국의 E-767을 앞선다"고 말했다. 5000~1만m 상공에서 반경 400km 이내의 목표물 수십 개를 동시에 추적할 수 있어 중국 동북부는 물론 한반도 대부분의 지역을 실시간으로 감시할 수 있는 것으로 알려졌다.
러시아의 A-50 메인스테이는 최대이륙중량 170톤으로 175톤인 E-767과 동급이다. 일본은 4대의 E-767을 보유하고 있다. 중국은 KJ-2000 조기경보기를 5대 보유하고 있는데, 서방 군당국은 이것이 중국 독자개발이라기 보다는 A-50 메인스테이라고 보고 있다. 역시 최대이륙중량 170톤급이다. 러시아, 중국, 일본이 170톤급 조기경보기를 보유한 반면에, 한국은 최근 77톤의 E-737 4대를 미국에 주문했다.

## 개발
중국은 당초 이스라엘 팔콘 조기경보레이다를 러시아산 일류신 IL-76 수송기에 장착하여 수입하려고 했다. 그러나, 미국이 이스라엘의 조기경보기 수출에 반대했고, 2000년 이 계약이 취소되었다. 일류신 IL-76를 기본으로 한 러시아의 조기경보기는 A-50 메인스테이가 있다.
미국의 압력에 의해 팔콘 조기경보레이다를 수입하지 못하게 된 중국은 국산 레이다를 개발하였으며, KJ-2000을 2003년 초도비행했다. 총 4대의 조기경보기가 목격되었다.
러시아에서 IL-76 수송기의 제작이 연기되어, 전체사업이 연기되었다. 믿을 수 없는 해외공급자 때문에, 중국은 백업용 조기경보기로 KJ-200를 개발했다. 이것은 중국산 Y-8 수송기를 사용한다. KJ-2000과 거의 비슷하게 생겼다.
중국은 레이다를 자체 개발했다고 주장하고 있으나 서방의 군정보 당국은 이스라엘제 팔콘을 장착한 것으로 파악하고 있다.
KJ-2000 AWACS는 중국산 AESA 레이다를 장착하고 있다. 14호 연구소에서 개발했다. 중국 당국은 1990년대 후반 제안된 이스라엘제 팔콘 레이다 보다, 자국산 레이다가 더 긴 탐지거리와 더 많은 동시추적능력을 갖고 있다고 주장했다.

## 사용국가
중화인민공화국
- 중국 공군 - 2008년까지 5대가 실전배치될 계획이다.[1]

## 같이 보기
- 조기경보기
- EL/M-2075 팔콘 조기경보레이다

관련 개발
- 일류신 Il-76
- KJ-200

관련 목록
- 조기경보기 목록
- 중국의 비행기 목록